# Trifurcula oishiella
Trifurcula oishiella là một loài bướm đêm thuộc họ Nepticulidae. Nó được miêu tả bởi Matsumura năm 1931. Nó được tìm thấy ở Nhật Bản (Honshū).
The larvae form galls in Prunus species.